# Marlieux
Marlieux es una comuna francesa del  departamento de Ain, en la región de Auvernia-Ródano-Alpes.

## Demografía
| 624 | 641 | 632 | 679 | 633 | 677 | 742 | 887 | 995 |
| Para los censos de 1962 a 1999 la población legal corresponde a la población sin duplicidades (Fuente: INSEE [Consultar]) |     |     |     |     |     |     |     |     |